# 遊☆戯☆王デュエルモンスターズ エキスパート2006
『遊☆戯☆王デュエルモンスターズ エキスパート2006』（ゆうぎおうデュエルモンスターズ エキスパート2006）は、2006年2月23日にコナミから発売されたゲームボーイアドバンス専用の遊☆戯☆王オフィシャルカードゲーム デュエルモンスターズを題材としたゲームソフトである。略称は、EX2006。

## 概要
2006年世界大会公式ソフト。ゲームボーイアドバンスでは最後の作品。デュエルシミュレーター的なソフトであり、シナリオモードは存在しない。初期デッキは第4期ストラクチャーデッキ6種から選択できる。またそれ以外にもスターターデッキ2006のカードを最初から所持している。
レギュラーパック「SHADOW OF INFINITY」までのカードがほぼ収録されており、総数は約2000枚。通常のデュエルの他に、1ターンで勝利の手を見つける「詰めデュエル」、様々な制限の元にデュエルを行う「制限デュエル」、課題をこなす「テーマデュエル」、LP持ち越しで勝ち抜く「LPサバイバル」などが存在する。パッケージには遊城十代が描かれているが、ゲーム中に原作やアニメのキャラは登場せず、「カードのモンスターが、自分自身と仲間のカードを使用したデッキ」とデュエルをすることになる。
今作には2005年9月1日の禁止・制限リストが収録されているが、公式ホームページ、Vジャンプに掲載されていたパスワードを入力することで、2006年3月1日、2006年9月1日、2007年3月1日のリストに更新することができる。
ゲーム本体に加え、ストラクチャーデッキ（魔法使いの裁き、戦士の伝説）、特典カード4枚、遊☆戯☆王ONLINEゲームディスク、デュエルパス Phase3を豪華6点セットとした「ワールドチャンピオンシップ2006セット」も同時発売された。
テーマデュエルの「大革命」は、バグのためクリアすることができない。そのため、チャレンジ達成率は99%が最高となっている。
ダンディライオンが戦士族となっていたり、ハイドロゲドンがトークンを戦闘で破壊しても効果を発動できる等OCGとは異なるバグ・設定ミスも存在する。

## デュエリスト

### レベル1
- クリボー
- スケープ・ゴート
- ワイト
- ワタポン
- 白魔導士ピケル

### レベル2
- 電池メン-単二型
- おジャマ・イエロー
- キングゴブリン
- デスガエル
- ウォーター・ドラゴン

### レベル3
- 真紅眼の闇竜
- ヴァンパイアジェネシス
- ヘルフレイムエンペラー
- 海竜神ネオダイダロス
- ヘリオス・デュオ・メギストス

### レベル4
- ギルフォード・ザ・レジェンド
- 黒魔導の執行官
- 守護神エクゾード
- 暗黒界の武神ゴルド
- E・HERO エリクシーラー

### レベル5
- 幻魔皇ラビエル
- ホルスの黒炎竜LV8
- 機動砦ストロング・ホールド
- ネフティスの鳳凰神
- サイバー・エンド・ドラゴン

### おまけ
アナタ
プレイヤーと同じデッキを使う。
ものマネ幻想師
プレイヤーの作ったデッキレシピから選択したデッキを使う。

## 同梱カード
- 黄金のホムンクルス
- 原始太陽ヘリオス
- ヘリオス・デュオ・メギストス

### セット版追加同梱カード
- 真紅眼の闇竜
- ヴァンパイアジェネシス
- ヘルフレイムエンペラー
- 海竜神-ネオダイダロス

いずれもアルティメットレアで収録。

### 攻略本付属カード
- ヘリオス・トリス・メギストス

## 関連書籍
- 遊☆戯☆王 デュエルモンスターズEX2006 GBA版 世界王者への挑戦状 コナミ公式攻略本（Vジャンプブックス-コナミ公式攻略本）（2006年2月23日発行、ISBN 978-4-08-779361-1）